# Synagelides
Synagelides là một chi nhện trong họ Salticidae.

## Các loài
- Synagelides agoriformis Strand, 1906 (type species) – Nga, Trung Quốc, Triều Tiên, Nhật Bản
- Synagelides annae Bohdanowicz, 1979 – China, Japan
- Synagelides bagmaticus Logunov & Hereward, 2006 – Nepal
- Synagelides birmanicus Bohdanowicz, 1987 – Myanmar
- Synagelides cavaleriei (Schenkel, 1963) – China
- Synagelides darjeelingus Logunov & Hereward, 2006 – Ấn Độ
- Synagelides doisuthep Logunov & Hereward, 2006 – Thái Lan
- Synagelides forkiforma Yang, Zhu & Song, 2007 – China
- Synagelides gambosus Xie & Yin, 1990 – China
- Synagelides gosainkundicus Bohdanowicz, 1987 – Nepal
- Synagelides hamatus Zhu et al., 2005 – China
- Synagelides huangsangensis Peng et al., 1998 – China
- Synagelides hubeiensis Peng & Li, 2008 – China
- Synagelides jingzhao Yang, Zhu & Song, 2007 – China
- Synagelides kosi Logunov & Hereward, 2006 – Nepal
- Synagelides kualaensis Logunov & Hereward, 2006 – Malaysia
- Synagelides lehtineni Logunov & Hereward, 2006 – India
- Synagelides longus Song & Chai, 1992 – China
- Synagelides lushanensis Xie & Yin, 1990 – China
- Synagelides martensi Bohdanowicz, 1987 – India, Nepal
- Synagelides nepalensis Bohdanowicz, 1987 – Nepal
- Synagelides nishikawai Bohdanowicz, 1979 – Nepal
- Synagelides oleksiaki Bohdanowicz, 1987 – Nepal
- Synagelides palpalis Żabka, 1985 – China, Việt Nam
- Synagelides palpaloides Peng, Tso & Li, 2002 – Đài Loan
- Synagelides sumatranus Logunov & Hereward, 2006 – Sumatra
- Synagelides tianmu Song, 1990 – China
- Synagelides tukchensis Bohdanowicz, 1987 – Nepal
- Synagelides ullerensis Bohdanowicz, 1987 – Nepal
- Synagelides walesai Bohdanowicz, 1987 – Nepal
- Synagelides wangdicus Bohdanowicz, 1978 – Bhutan
- Synagelides wuermlii Bohdanowicz, 1978 – Bhutan
- Synagelides yunnan Song & Zhu, 1998 – China
- Synagelides zebrus Peng & Li, 2008 – China
- Synagelides zhaoi Peng, Li & Chen, 2003 – China
- Synagelides zhilcovae Prószyński, 1979 – Russia, China, Korea, Japan
- Synagelides zonatus Peng & Li, 2008 – China